# Hanna Thompson
Hanna M. Thompson, po mężu Word (ur. 1 listopada 1983 w Rochester) – amerykańska szermierka, florecistka, wicemistrzyni olimpijska.
Na igrzyskach olimpijskich w Pekinie w 2008 roku wspólnie z Erinn Smart i Emily Cross wywalczyła srebrny medal w zawodach drużynowych. Na tej samej imprezie zajęła 27. miejsce indywidualnie. Były to jej jedyne starty olimpijskie.
Nigdy nie zdobyła medalu mistrzostw świata. Zdobyła za to srebrne medale we florecie indywidualnym i szabli drużynowej podczas igrzysk panamerykańskich w Rio de Janeiro w 2007 roku.
Kilkukrotnie zdobywała medale mistrzostw panamerykańskich, w tym złote: drużynowo na MP w Montrealu (2007) i na MP w Queretaro (2008) oraz indywidualnie podczas MP w Montrealu (2007).
Wielokrotna medalistka zawodów krajowych.

## Osiągnięcia
Konkurencja: floret
Igrzyska olimpijskie
- drużynowo (2008)

Igrzyska panamerykańskie
- indywidualnie (2007)